# Kumenhydroperoxid
Kumenhydroperoxid je organická sloučenina se vzorcem C6H5C(CH3)2OOH, patřící mezi organické hydroperoxidy. Produkty rozkladu kumenhydroperoxidu jsou methylstyren, acetofenon, a 2-fenylpropan-2-ol.
Tato látka vzniká autooxidací kumenu kyslíkem, který za teploty nad 100 °C prochází kapalným kumenem:
C6H5CH(CH3)2 + O2 → C6H5C(CH3)2OOH
Vedlejším produktem je dikumylperoxid.

## Využití
Kumenhydroperoxid je meziproduktem výroby fenolu a acetonu z benzenu a propenu kumenovým procesem.
Kumenhydroperoxid slouží také jako radikálový iniciátor při výrobě polyakrylátů.
Další využití nachází kumenhydroperoxid při výrobě propylenoxidu oxidací propenu.
Oxidace propenu kumenhydroperoxidem vytváří propylenoxid a (jako vedlejší produkt) kumylalkohol:
CH3CH=CH2 + C6H5C(CH3)2OOH → CH3CHCH2O + C6H5C(CH3)2OH
Kumen se obnoví dehydratací a hydrogenací vytvořeného kumylalkoholu.

## Bezpečnost
Kumen hydroperoxid je jako i ostatní organické peroxidy, výbušný. Také je žíravý a hořlavý a dráždí kůži.